# Leiocephalus onaneyi
Leiocephalus onaneyi är en ödleart som beskrevs av  Garrido 1973. Leiocephalus onaneyi ingår i släktet rullsvansleguaner, och familjen Tropiduridae. Inga underarter finns listade i Catalogue of Life. Artepitetet i det vetenskapliga namnet hedrar botanikern Onaney Muñiz som hittade typexemplaret.
Kännetecknande är en enhetlig grå strupe och en vit buk.
Arten förekommer i Kuba. Den finns endast kvar i en liten region på öns östra del. Ödlan lever i låglandet mellan 150 och 200 meter över havet. Exemplaren vistas i torra skogar och buskskogar med droppgräs och växter av agavesläktet. Honor lägger ägg.
Beståndet hotas av getter som förändrar landskapet och av bränder. Utbredningsområdet är maximal 100 km2 stort. IUCN listar arten som akut hotad (CR).